# Low Rock Castle

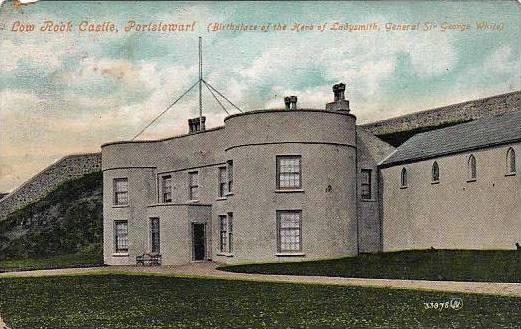
Low Rock Castle in Portstewart, 1906

Low Rock Castle war ein Landhaus und historisches Gebäude von Rang in Portstewart im nordirischen County Londonderry. 2001 wurde es vollständig abgerissen.

## Geschichte
Das Haus, das ursprünglich zinnenbewehrt war, wurde um 1820 fertiggestellt. Im Jahre 1835 wurde dort der spätere Generalfeldmarschall George Stuart White (VC) geboren, der die Garnison bei der Belagerung von Ladysmith im zweiten Burenkrieg kommandierte. Das Haus wurde 2001 vollständig abgerissen.